# Uwe Rösler
Uwe Rösler ([ˈuːvə ˈrøːslɐ]; nascido em 15 de novembro de 1968) é um treinador de futebol alemão e ex-jogador que treina o Malmö FF da Allsvenskan, a primeira divisão da Suécia.
Rösler jogou em vários clubes, principalmente no Manchester City, onde foi o artilheiro em três temporadas consecutivas de 1994-95 a 1996-97, e no Kaiserslautern, onde jogou a UEFA Champions League. Ele também jogou na Seleção Alemã-Oriental sub-21 e cinco vezes na seleção principal.
Em 2004, ele começou a sua carreira de treinador no Lillestrøm da na Noruega, e mais tarde, Viking e Molde FK da Tippeligaen. Ele também treinou o Brentford, Wigan Athletic e o Leeds United na English Football League.

## Carreira como Jogador

### Alemanha
Nascido em Altenburg, Rösler iniciou sua carreira em sua terra natal, ingressando na Lokomotive Leipzig em 1987, onde passou uma temporada, antes de ir para BSG Chemie Leipzig em 1988.
Depois disso, ele se transferiu para o Magdeburg em 1989, onde passou um ano antes de assinar pelo Dynamo Dresden no inverno da temporada 1990/91. Depois de dois anos no Dresden, ele também passou dois anos no Nürnberg, onde não conseguiu marcar em 28 jogos, o que resultou em ser emprestado de volta ao Dresden.[carece de fontes?]
Tendo crescido na Alemanha Oriental, onde os jogadores eram oficialmente considerados amadores, Rösler achou difícil adaptar-se quando se mudou para a Alemanha Ocidental após a reunificação: "De repente vi mais pensamentos individualistas, panelinhas, uma imprensa poderosa e política em torno da seleção de equipe. O Muro ainda estava lá na cabeça de algumas pessoas e, de muitas maneiras, eu era ingênuo ".

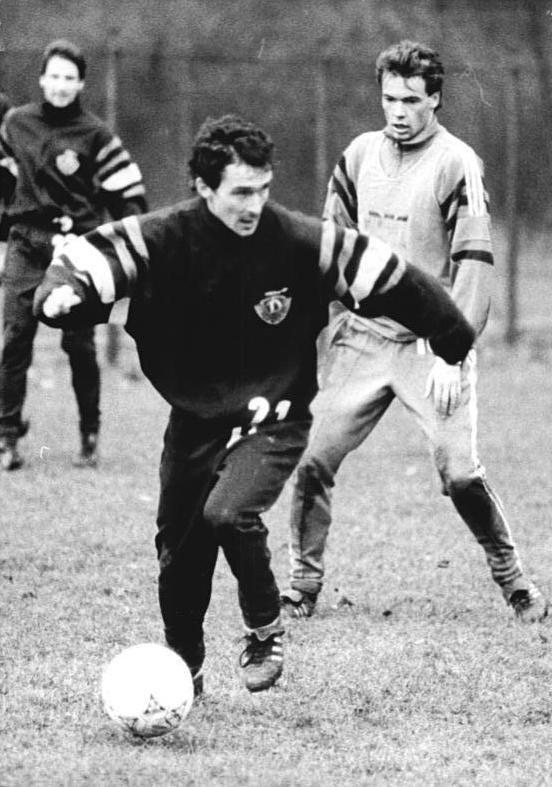
Rösler (à direita) treinando com no Dynamo Dresden em dezembro de 1990

### Manchester City
Em março de 1994, Rösler foi chamado pelo Manchester City para fazer um teste. Em uma partida entre reservas contra o Burnley, ele marcou dois gols, o que resultou em um empréstimo de três meses. Ele fez sua estreia no sábado seguinte, contra o Queens Park Rangers. Os cinco gols em doze jogos fez com que a transferência tornasse permanente na próxima temporada, por uma taxa de transferência variando entre £ 375.000 e £ 500.000.
Depois de um começo ruim na temporada de 1994-95, quando ele foi expulso em uma derrota por 3-0 na primeira rodada contra o Arsenal, Rösler formou uma parceria produtiva com Paul Walsh e marcou 22 gols na liga e na Copa, apesar de ter perdido vários jogos por lesão.
Em uma partida da FA Cup contra o Notts County, ele marcou quatro gols, tornando-se o primeiro jogador do Manchester City a fazer isso desde Johnny Hart em 1953. Ele foi o artilheiro do clube e ganhou o prêmio de Jogador do Ano do clube.
No início da temporada de 1995-96, Alan Ball tornou-se treinador e imediatamente mudou o modo de jogar da equipe. Apesar da força pelos flancos, a equipe foi adaptada para jogar pelo meio. Sem o jogo pelas laterais, com a lesão de Beagrie e a venda de Walsh, Rösler foi mal nesta temporada. Muitos sentiram que ele e seu companheiro de ataque, Niall Quinn, eram muito parecidos para jogar em um sistema que não alimentava efetivamente os atacantes e Rösler claramente ficou infeliz.[carece de fontes?]
Muitos desentendimentos com o treinador culminaram com Rösler indo pro banco de reservas, apenas entrando no derby de Manchester e marcando imediatamente um gol fenomenal. Na comemoração, Rösler foi correndo até o banco, gritando para Ball e apontando para o seu nome e o número na parte de trás de sua camisa.[carece de fontes?]
O City foi rebaixado para a Division One no final da temporada e Rösler optou por ficar com os Blues. Apesar de outra campanha difícil, Rösler voltou a ser o artilheiro e claramente beneficiou do regresso a uma formação 4-4-1-1. Depois de mais uma série de lesões, Rösler acabou deixando o clube em maio de 1998 em uma transferência gratuita após o rebaixamento para a Division Two.[carece de fontes?]
Em seus quatro anos no City, ele jogou em 176 jogos, marcando 64 gols. Ele entrou no "Hall of Fame" do City em dezembro de 2009.[carece de fontes?]

### Regresso à Alemanha
No verão de 1998, Rösler voltou à Alemanha para jogar no Kaiserslautern, então campeão alemão, por uma temporada. O seu jogo mais notável foi no dia 9 de Dezembro de 1998, quando entrou em campo contra o HJK Helsinki e fez um "hat-trick" no segundo tempo, esse jogo os ajudou a vencer o grupo na Liga dos Campeões da UEFA de 1998–99, antes de ser eliminados nas quartas-de-final para o Bayern de Munique. Ele então se transferiu para o Tennis Borussia Berlin na temporada de 1999-2000.

### Southampton, West Brom e SpVgg Unterhaching
Quando o Tennis Borussia foi à falência no verão de 2000, Glenn Hoddle contratou Rösler em uma transferência gratuita, mas ele não conseguiu se tornar regular no time dos Saints, pois James Beattie começou a encontrar sua forma (marcando 10 gols em 10 jogos em Novembro e dezembro). Rösler também sofreu uma lesão na virilha que exigiu cirurgia, mantendo-o por fora por várias semanas. Ele só conseguiu marcar uma vez em um jogo da EFL Cup contra o Mansfield Town.
Rösler marcou o último gol do The Dell em 26 de maio de 2001 em um amistoso contra o Brighton & Hove Albion - que foram selecionados como adversários do Southampton, pois foram os primeiros visitantes do estádio quando foi inaugurado em 1898 - quando os Saints venceram por 1-0. No entanto, o último gol foi designado para o companheiro de equipe de Rösler, Matthew Le Tissier, que havia marcado um gol na vitória por 3 a 2 sobre o Arsenal na Premier League sete dias antes.
Na temporada seguinte, ele fez alguns jogos antes de ser emprestado ao West Bromwich Albion em 30 de outubro de 2001, como substituto para o lesionado Scott Dobie. Ele fez sua estreia contra o Crystal Palace em 31 de outubro de 2001 e seu único gol pelo Albion foi em uma vitória em casa por 1-0 sobre o Nottingham Forest quatro dias depois. Rösler jogou apenas cinco partidas pelo West Bromwich Albion.[carece de fontes?]
Depois, ele se juntou à equipe alemã SpVgg Unterhaching em uma transferência gratuita em janeiro de 2002, que chegou foi promovido como vice-campeão da Divisio One no final da temporada 2001-02.[carece de fontes?]

### Lillestrøm
Em julho de 2002, Rösler assinou pelo clube norueguês Lillestrøm. Ele jogou 11 partidas e marcou 10 gols na última parte da temporada de 2002.[carece de fontes?]
Após a primeira partida da temporada em 2003, na qual eles venceram por 1-0 sobre o Bodø/Glimt, Rösler foi diagnosticado com câncer quando os raios X descobriram um tumor em seu peito e teve que se aposentar.
Após a quimioterapia, ele teve uma recuperação completa. Enquanto isso ele obteve seu diploma de treinado o que lhe permitiu continuar a trabalhar no futebol.

## Carreira Internacional
Rösler fez sua estreia pela Alemanha Oriental  em 26 de janeiro de 1990, em uma vitória por 2 a 1 sobre o Kuwait.[carece de fontes?] Ele jogou no último jogo da equipe contra a Bélgica em 12 de setembro de 1990, 21 dias antes da reunificação alemã. No geral, Rösler jogou cinco vezes, sem marcar gols. Ele também representou a Seleção sub-21 da Alemanha Oriental.[carece de fontes?]

## Carreira como Treinador

### Lillestrøm

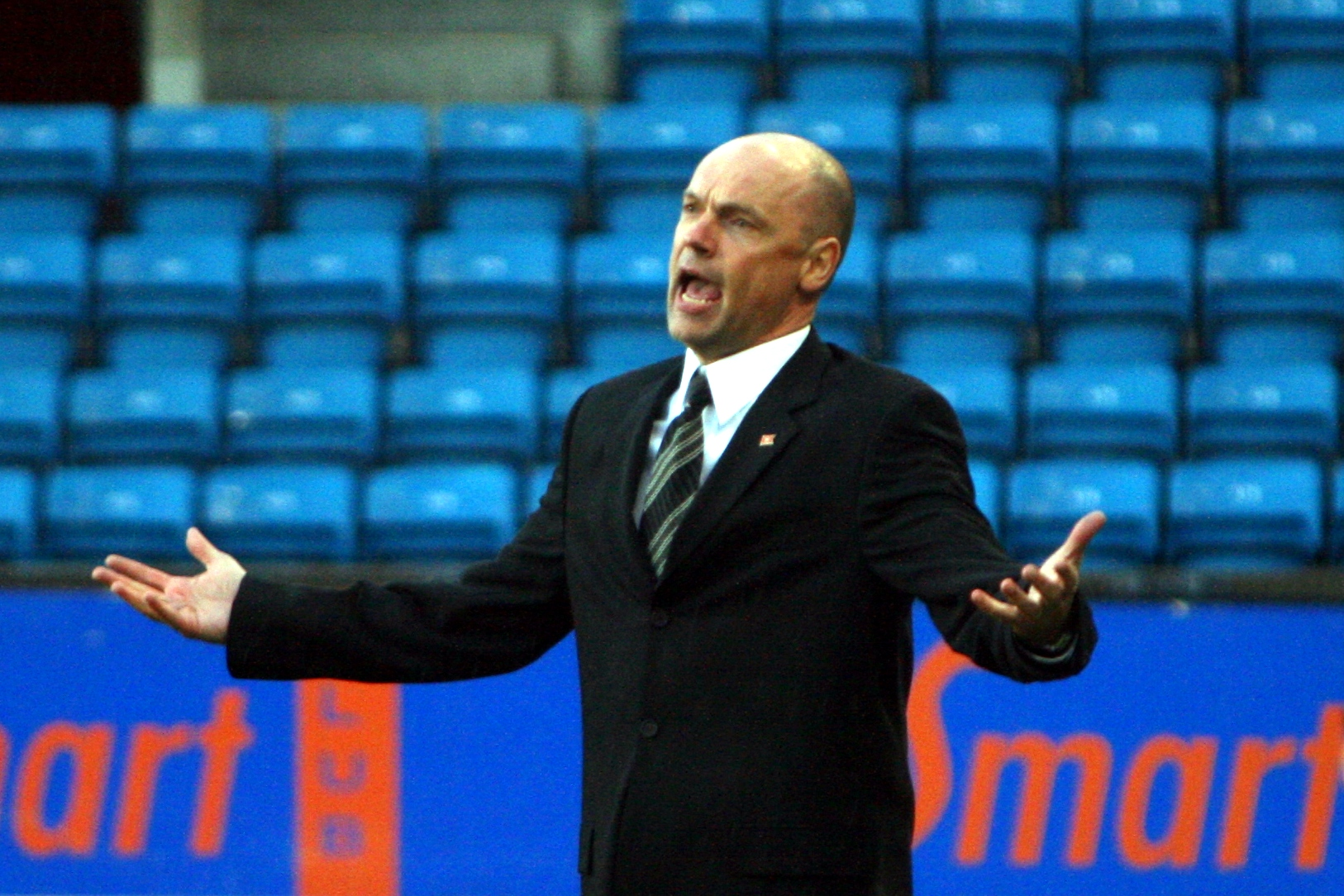
Uwe Rösler como treinador do Viking em 13 de abril de 2009

Depois de uma recuperação completa do câncer de pulmão, ele retornou ao Lillestrøm e assumiu o cargo de treinador em 2005.
Ele levou a equipe a dois sucessivos quatros lugares no campeonato e também os levou para a final da Copa da Noruega em 2005 e a final da Liga Real Escandinava em 2006, perdendo os dois.
Estes resultados não conseguiram satisfazer a direção do Lillestrøm e em 13 de novembro de 2006 ele foi demitido de seu cargo junto com o assistente técnico, Gunnar Halle.

### Viking
Rösler foi nomeado treinador do Viking, outra equipe norueguesa, em 22 de novembro de 2006, substituindo Tom Nordlie, que assumiu o antigo emprego de Rösler, o Lillestrøm. Na temporada de 2007, ele levou o Viking a um terceiro lugar na Eliteserien.
Em 18 de novembro de 2009, foi anunciado que Rösler estava deixando o Viking.

### Molde
Em 31 de agosto de 2010, ele foi contratado pelo Molde em um contrato de curto prazo. Durante os últimos oito jogos do Molde da temporada, ele dobrou o número total de pontos da equipe e evitou o rebaixamento. 
Ele foi substituído por Ole Gunnar Solskjær antes do início da temporada de 2011.

### Brentford
Em novembro de 2010, Rösler expressou seu desejo de retornar à Premier League como treinador. Em junho de 2011, ele foi nomeado treinador do Brentford em um contrato inicial de dois anos.
O primeiro jogo de Rösler no comando foi um amistoso contra o Strømmen, que terminou em 0-0, enquanto seu primeiro jogo aberto aos fãs foi uma vitória de 10-0 sobre Tonbridge Angels e seu primeiro jogo competitivo no cargo terminou em 2 a 0 sobre o Yeovil Town.
Rösler teve uma primeira temporada de sucesso no Brentford, terminando em nono lugar com um total de 67 pontos, esse foi o melhor resultado do Brentford em seis anos.
Na segunda temporada de Rösler no comando do Brentford, eles ficaram a poucos minutos de garantir a promoção para a League One. No último jogo da temporada, eles enfrentaram o segundo colocado Doncaster Rovers no Griffin Park, com o Brentford em terceiro lugar, apenas uma vitória serviria. No dramático minuto final e com o jogo empatado em 0-0, Brentford teve um pênalti. Marcello Trotta, insistiu em bater o pênalti ao invés do capitão Kevin O'Connor, acertando a trave. O Doncaster contra-atacou no rebote e James Coppinger marcou o gol que garantiu a promoção de Doncaster, bem como o título da liga. Brentford entrou nos play-offs, onde foi sorteado na semifinal contra o Swindon Town.
Eles derrotaram o Swindon nos pênaltis depois de um placar de 4-4 no total. No entanto, o Brentford não conseguiu a promoção pois foram derrotados por 2-1 na final dos "play-offs" pelo Yeovil Town no Estádio de Wembley.
Após o drama e a decepção da temporada 2012-2013, Rösler fez uma reformulação de seu time para finalmente ganhar a promoção. Na janela de transferências de verão 13 jogadores foram contratados ou emprestados, enquanto apenas três jogadores foram vendidos.
Rösler deixou o cargo de treinador do Brentford em 7 de dezembro de 2013, tendo vencido sete de seus últimos oito jogos. Sob a administração do ex-diretor esportivo Mark Warburton, eles conseguiram a promoção automática em 18 de abril de 2014. 
Kevin O'Connor, prestou homenagem a Rösler no final da temporada, dizendo: "Nós éramos um time médio da Liga One, mas Uwe mudou a mentalidade. Tudo o que ele fez foi o padrão Premier League. Ele foi incrível, então só podemos dizer obrigado a ele."

### Wigan Athletic
Em 7 de dezembro de 2013, Rösler foi contratado como o novo treinador do Wigan Athletic, assumindo a posição de Owen Coyle. Seu primeiro jogo no comando veio em 12 de dezembro de 2013 e uma derrota por 2-1 contra o Maribor na Europa League.
Em março de 2014, Rösler levou o Wigan a uma surpreendente vitória por 2 a 1 sobre seu antigo clube Manchester City no Etihad Stadium nas quartas-de-final da FA Cup. No entanto, sua equipe perdeu nas semifinais para o Arsenal no estádio de Wembley, por 4 a 2 nos pênaltis, depois de um empate em 1 a 1.
Depois de terminar em quinto no Campeonato, o Wigan se classificou para os play-offs, mas perdeu na semifinal para os eventuais vencedores, Queens Park Rangers, com gols de Charlie Austin.
Com o Wigan entre os favoritos para a promoção durante a temporada 2014-15, em 13 de novembro de 2014, Rösler foi demitido pelo Wigan Athletic depois que o clube foi para a zona de rebaixamento. O então presidente do Wigan, Dave Whelan, proclamou que, apesar de demitir Rösler, "ainda o classifico como um treinador muito, muito bom, e acho que ele conseguirá outro emprego muito rapidamente e desejo boa sorte a ele" e Whelan revelou que foi uma "dura decisão" despedi-lo depois de levar o Wigan às semifinais dos play-offs e às semifinais da FA Cup meses antes. 
Ele foi substituído por Malky Mackay e depois por Gary Caldwell mas o Wigan acabou rebaixado.

### Leeds United
Em 20 de maio de 2015, ele foi contratado como treinador do Leeds United em um contrato de dois anos. Ele havia rejeitado uma oferta de emprego do Munique 1860 em fevereiro de 2015, na esperança de conseguir outro emprego na Inglaterra. 
Como parte de sua equipe de treinadores, ele foi acompanhado no Leeds pelo assistente técnico Rob Kelly, pelo treinador de goleiros Richard Hartis e Julian Darby. No dia 8 de agosto, o primeiro jogo de Rösler no comando terminou em um empate de 1 a 1 contra o Burnley. 
Em 19 de outubro, ele foi demitido após apenas duas vitórias em 12 jogos no comando e depois de uma derrota em casa por 2 a 1 para o Brighton & Hove Albion, que deixou o Leeds em 18o. lugar no Campeonato. No mesmo dia, ele foi substituído pelo ex-treinador do Rotherham, Steve Evans.

### Fleetwood Town
Em 30 de julho de 2016, apenas quatro dias antes do início da temporada, Rösler foi contratado como treinador do Fleetwood Town da League One.
Na primeira temporada de Rösler no Fleetwood Town, ele os guiou para o maior número de pontos e melhor posição da história do clube, terminando em quarto lugar com 82 pontos e alcançando os "play-offs" da League One, onde foi derrotado pelo Bradford City. Durante a temporada 2016-2017, o Fleetwood bateu o recorde de 18 jogos sem derrotas, incluindo uma memorável vitória por 2-0 em casa do Sheffield United.
Ele foi demitido no dia 17 de fevereiro de 2018, depois de sete derrotas seguidas.

### Malmö FF
Em 12 de junho de 2018, Rösler foi anunciado como o novo treinador do Malmö FF.

## Estilo de Gestão
Rösler é conhecido por suas equipes que jogam um estilo de futebol de pressão, ele também usa o sistema de rotação entre os jogadores, com 4-3-3 ou 3-5-2 sendo suas formações favoritas. Rösler comparou seu estilo de futebol similar às filosofias do compatriota alemão Jürgen Klopp, com Rösler descrevendo o estilo do futebol como "heavy metal", com um futebol rápido com transições rápidas de ataque para defesa.

## Vida Pessoal
Tendo sido fã do futebol inglês desde a infância, Rösler disse que encontrou sua "casa" na Inglaterra durante seu tempo no Manchester City, e descreveu a formação de seu vínculo com os torcedores do City como a "maior conquista da minha carreira". Diagnosticado com um linfoma não-Hodgkin em 2003, ele creditou sua recuperação ao apoio dos torcedores do clube e disse que ouvi-los cantar seu nome em um jogo enquanto ele estava no hospital fez seu vínculo com o clube "inquebrável". Rösler declarou em várias ocasiões que sua ambição é eventualmente tornar-se treinador do clube.
Rösler tem uma esposa norueguesa, com quem teve dois filhos. Seu filho mais novo é chamado Colin por causa de Colin Bell, e é um membro da academia do Manchester City, enquanto seu filho mais velho é chamado Tony por causa de Tony Book - Bell e Book são antigos jogadores do Manchester City, ambos considerados lendas do clube.
Em 2013, a autobiografia de Rösler, Knocking Down Walls, foi lançada.

## Estatísticas da Carreira

### Clube
| Clube             | Clube                  | Clube             | Liga  | Liga | Copa          | Copa          | Outro         | Outro         | Continental | Continental | Total | Total |
| Temporada         | Clube                  | Divisão           | Jogos | Gols | Jogos         | Gols          | Jogos         | Gols          | Jogos       | Gols        | Jogos | Gols  |
| Alemanha Oriental | Alemanha Oriental      | Alemanha Oriental | Liga  | Liga | FDGB-Pokal    | FDGB-Pokal    | DFV-Supercup  | DFV-Supercup  | Europa      | Europa      | Total | Total |
| ----------------- | ---------------------- | ----------------- | ----- | ---- | ------------- | ------------- | ------------- | ------------- | ----------- | ----------- | ----- | ----- |
| 1987–88           | Lokomotive Leipzig     | DDR-Oberliga      | 3     | 0    | 1             | 0             | –             | –             | 2           | 0           | 6     | 0     |
| 1988–89           | BSG Chemie Leipzig     | DDR-Liga          | 27    | 6    | –             | –             | –             | –             | –           | –           | 27    | 6     |
| 1988–89           | 1. FC Magdeburg        | DDR-Oberliga      | 9     | 3    | –             | –             | –             | –             | –           | –           | 9     | 3     |
| 1989–90           | 1. FC Magdeburg        | DDR-Oberliga      | 24    | 11   | –             | –             | –             | –             | –           | –           | 24    | 11    |
| 1990–91           | 1. FC Magdeburg        | NOFV-Oberliga     | 13    | 5    | –             | –             | 4             | 0             | 4           | 0           | 17    | 5     |
| 1990–91           | Dynamo Dresden         | NOFV-Oberliga     | 13    | 3    | –             | –             | 2             | 0             | 2           | 0           | 15    | 3     |
| Alemanha          | Alemanha               | Alemanha          | Liga  | Liga | DFB-Pokal     | DFB-Pokal     | DFL-Supercup  | DFL-Supercup  | Europa      | Europa      | Total | Total |
| 1991–92           | Dynamo Dresden         | Bundesliga        | 33    | 4    | 3             | 2             | –             | –             | –           | –           | 36    | 6     |
| 1992–93           | 1. FC Nürnberg         | Bundesliga        | 28    | 0    | 3             | 3             | –             | –             | –           | –           | 31    | 3     |
| 1993–94           | Dynamo Dresden         | Bundesliga        | 7     | 0    | 1             | 0             | –             | –             | –           | –           | 8     | 0     |
| Inglaterra        | Inglaterra             | Inglaterra        | Liga  | Liga | FA Cup        | FA Cup        | League Cup    | League Cup    | Europa      | Europa      | Total | Total |
| 1993–94           | Manchester City        | Premier League    | 12    | 5    | 0             | 0             | 0             | 0             | –           | –           | 12    | 5     |
| 1994–95           | Manchester City        | Premier League    | 31    | 15   | 4             | 5             | 3             | 2             | –           | –           | 38    | 22    |
| 1995–96           | Manchester City        | Premier League    | 36    | 9    | 5             | 2             | 3             | 2             | –           | –           | 44    | 13    |
| 1996–97           | Manchester City        | Division One      | 44    | 15   | 3             | 1             | 2             | 1             | –           | –           | 49    | 17    |
| 1997–98           | Manchester City        | Division One      | 29    | 6    | 2             | 1             | 2             | 0             | –           | –           | 33    | 7     |
| Alemanha          | Alemanha               | Alemanha          | Liga  | Liga | DFB-Pokal     | DFB-Pokal     | DFB-Ligapokal | DFB-Ligapokal | Europa      | Europa      | Total | Total |
| 1998–99           | 1. FC Kaiserslautern   | Bundesliga        | 28    | 8    | 2             | 1             | 1             | 0             | 6           | 3           | 37    | 12    |
| 1999–2000         | Tennis Borussia Berlin | 2. Bundesliga     | 28    | 6    | 2             | 3             | –             | –             | –           | –           | 30    | 9     |
| Inglaterra        | Inglaterra             | Inglaterra        | Liga  | Liga | FA Cup        | FA Cup        | League Cup    | League Cup    | Europa      | Europa      | Total | Total |
| 2000–01           | Southampton            | Premier League    | 20    | 0    | 2             | 0             | 2             | 1             | –           | –           | 24    | 1     |
| 2001–02           | Southampton            | Premier League    | 4     | 0    | 0             | 0             | 1             | 0             | –           | –           | 5     | 0     |
| 2001–02           | West Bromwich Albion   | Division One      | 5     | 1    | 0             | 0             | 0             | 0             | –           | –           | 5     | 1     |
| Alemanha          | Alemanha               | Alemanha          | Liga  | Liga | DFB-Pokal     | DFB-Pokal     | DFB-Ligapokal | DFB-Ligapokal | Europa      | Europa      | Total | Total |
| 2001–02           | SpVgg Unterhaching     | 2. Bundesliga     | 14    | 5    | 0             | 0             | –             | –             | –           | –           | 14    | 5     |
| Noruega           | Noruega                | Noruega           | Liga  | Liga | Norwegian Cup | Norwegian Cup | —             | —             | Europa      | Europa      | Total | Total |
| 2002              | Lillestrøm             | Tippeligaen       | 10    | 9    | 0             | 0             | –             | –             | 2           | 0           | 12    | 9     |
| 2003              | Lillestrøm             | Tippeligaen       | 1     | 1    | 0             | 0             | –             | –             | –           | –           | 1     | 1     |
| Total             | Alemanha Oriental      | Alemanha Oriental | 89    | 28   | 1             | 0             | —             | —             | 8           | 0           | 98    | 28    |
| Total             | Alemanha               | Alemanha          | 138   | 23   | 11            | 9             | 1             | 0             | 6           | 3           | 156   | 35    |
| Total             | Inglaterra             | Inglaterra        | 181   | 51   | 16            | 9             | 13            | 6             | —           | —           | 210   | 66    |
| Total             | Noruega                | Noruega           | 11    | 10   | 0             | 0             | —             | —             | 2           | 0           | 13    | 10    |
| Total da Carreira | Total da Carreira      | Total da Carreira | 419   | 112  | 28            | 18            | 14            | 6             | 16          | 3           | 477   | 139   |